# Tandilia fuscicosta
Tandilia fuscicosta là một loài bướm đêm trong họ Noctuidae.